# John Battsek
John Battsek (6 settembre 1963) è un produttore cinematografico britannico, candidato al Premio Oscar al miglior documentario.

## Biografia
John Battsek è il figlio di Micha Battsek, figlioccio di Albert Einstein. Ha frequentato la Highgate School fino al 1977. Ha lavorato come produttore dei documentari Un giorno a settembre, Searching for Sugar Man, Restrepo - Inferno in Afghanistan e Winter on Fire: Ukraine's Fight for Freedom. Nel 2024 ha ricevuto la candidatura al Premio Oscar al miglior documentario per Bobi Wine: The People's President. 

## Filmografia

### Cinema
- Il bacio del serpente (The Serpent's Kiss), regia di Philippe Rousselot (1997)
- Un giorno a settembre (One Day in September), regia di Kevin Macdonald (1999)
- The Game of Their Lives, regia di Daniel Gordon (2002)
- Live Forever, regia di John Dower (2003)
- Peace One Day, regia di Jeremy Gilley (2004)
- A State of Mind, regia di Daniel Gordon (2004)
- Lila dice (Lila dit ça), regia di Ziad Doueiri (2004)
- Black Sun, regia di Gary Tarn (2005)
- Once in a Lifetime: The Extraordinary Story of the New York Cosmos, regia di Paul Cowder e John Dower (2006)
- Crossing the Line, regia di Daniel Gordon (2006)
- In the Shadow of the Moon, regia di David Sington (2007)
- My Kid Could Paint That, regia di Amir Bar-Lev (2007)
- Oh, Saigon, regia di Doan Hoang (2007)
- In Prison My Whole Life, regia di Marc Evans (2007)
- The Day After Peace, regia di Jeremy Gilley (2008)
- The John Akii Bua Story: An African Tragedy, regia di Daniel Gordon (2008)
- Sergio, regia di Greg Barker (2009)
- We Live in Public, regia di Ondi Timoner (2009)
- The Age of Stupid, regia di Franny Armstrong (2009)
- The Tillman Story, regia di Amir Bar-Lev (2010)
- Restrepo - Inferno in Afghanistan (Restrepo), regia di Tim Hetherington e Sebastian Junger (2010)
- Stones in Exile, regia di Stephen Kijak (2010)
- Fire in Babylon, regia di Stevan Riley (2010)
- Project Nim, regia di James Marsh (2011)
- Better This World, regia di Kelly Duane e Katie Galloway (2011)
- Koran by Heart, regia di Greg Barker (2011)
- Bob and the Monster, regia di Keirda Bahruth (2011)
- Match 64, regia di Daniel Gordon (2011)
- Searching for Sugar Man, regia di Malik Bendjelloul (2012)
- L'impostore - The Imposter (The Imposter), regia di Bart Layton (2012)
- Tutto o niente - La storia mai raccontata di 007 (Everything or Nothing), regia di Stevan Riley (2012)
- The Summit K2 (The Summit), regia di Nick Ryan (2012)
- Manhunt: The Inside Story of the Hunt for Bin Laden, regia di Greg Barker (2013)
- The Short Game, regia di Josh Greenbaum (2013)
- Come vivo ora (How I Live Now), regia di Kevin Macdonald (2013)
- Il figlio di Hamas (Son of Hamas), regia di Nadav Schirman (2014)
- Il caso Pamela Smart (Captivated: The Trials of Pamela Smart), regia di Jeremiah Zagar (2014)
- We Are the Giant, regia di Greg Barker (2014)
- Happy Valley, regia di Amir Bar-Lev (2014)
- The Great Invisible, regia di Margaret Brown (2014)
- Våbensmuglingen, regia di Andreas Koefoed (2014)
- Garnet's Gold, regia di Ed Perkins (2014)
- Stop at Nothing: The Lance Armstrong Story, regia di Alex Holmes (2014)
- I Am Ali, regia di Clare Lewins (2014)
- Breaking Good: the Untold Adventures of Two Underground Psychedelic Chemists and Their Mission to Save the World One Trip at Time, regia di Cosmo Feilding-Mellen (2014)
- Chuck Norris vs. Communism, regia di Ilinca Calugareanu (2015)
- Listen to Me Marlon, regia di Stevan Riley (2015)
- Drunk Stoned Brilliant Dead: The Story of the National Lampoon, regia di Douglas Tirola (2015)
- Jaco, regia di Stephen Kijak e Paul Marchand (2015)
- Match 64, regia di Daniel Gordon (2015)
- Winter on Fire: Ukraine's Fight for Freedom, regia di Evgeny Afineevsky (2015)
- The Sunshine Makers, regia di Cosmo Feilding-Mellen (2015)
- Pray for Ukraine, regia di Evgeny Afineevsky (2015)
- We Are X, regia di Stephen Kijak (2016)
- Homegrown: The Counter-Terror Dilemma, regia di Greg Barker (2016)
- Keep Quiet, regia di Sam Blair e Joe Martin (2016)
- Non guardare giù (Don't Look Down), regia di Daniel Gordon (2016)
- The Last Shaman, regia di Raz Degan (2016)
- Forever Pure, regia di Maya Zinshtein (2016)
- The Fall, regia di Daniel Gordon (2016)
- Whitney (Whitney: Can I Be Me), regia di Nick Broomfield e Rudi Dolezal (2017)
- Legion of Brothers, regia di Greg Barker (2017)
- Eric Clapton: A Life in 12 Bars, regia di Lili Fini Zanuck (2017)
- The Final Year, regia di Greg Barker (2017)
- Spiral, regia di Laura Fairrie (2017)
- Westwood. Punk, Icona, Attivista (Westwood: Punk, Icon, Activist), regia di Lorna Tucker (2018)
- Studio 54, regia di Matt Tyrnauer (2018)
- If I Leave Here Tomorrow: A Film About Lynyrd Skynyrd, regia di Stephen Kijak (2018)
- Serengeti Rules, regia di Nicolas Brown (2018)
- Mike Wallace Is Here, regia di Avi Belkin (2019)
- Mystify: Michael Hutchence, regia di Richard Lowenstein (2019)
- Circus of Books, regia di Rachel Mason (2019)
- Sid & Judy, regia di Stephen Kijak (2019)
- The Australian Dream, regia di Daniel Gordon (2019)
- Citizen K, regia di Alex Gibney (2019)
- Oliver Sacks: His Own Life, regia di Ric Burns (2019)
- Andy Murray: Resurfacing, regia di Olivia Cappuccini (2019)
- American Rapster, regia di Justin Staple (2020)
- Rising Phoenix - La storia delle paralimpiadi (Rising Phoenix), regia di Ian Bonhôte e Peter Ettedgui (2020)
- Final Account, regia di Luke Holland (2020)
- Ad Sof HaOlam, regia di Maya Zinshtein (2020)
- Belushi, regia di R.J. Cutler (2020)
- A Cops and Robbers Story, regia di Ilinca Calugareanu (2020)
- Sir Alex Ferguson: Never Give In, regia di Jason Ferguson (2021)
- Children of the Enemy, regia di Gorki Glaser-Müller (2021)
- Lady Boss: The Jackie Collins Story, regia di Laura Fairrie (2021)
- The Rescue - Il salvataggio dei ragazzi (The Rescue), regia di Jimmy Chin e Elizabeth Chai Vasarhelyi (2021)
- The Real Charlie Chaplin, regia di Peter Middleton e James Spinney (2021)
- Detainee 001, regia di Greg Barker (2021)
- Getting It Back: The Story of Cymande, regia di Tim MacKenzie-Smith (2022)
- Bobu Wine: The People's President, regia di Moses Bwayo e Christopher Sharp (2022)
- If These Walls Could Sing, regia di Mary McCartney (2022)
- La musica di 007 (The Sound of 007), regia di Mat Whitecross (2022)
- The Deepest Breath, regia di Laura McGann (2023)
- Wham!, regia di Chris Smith (2023)
- Elton John: Never Too Late, regia di R.J. Cutler e David Furnish (2024)
- Birthright, regia di Zoe Pepper (2025)
- Kerouac's Road: The Beat of a Nation., regia di Ebs Burnough (2025)
- Just Sing, regia di Angelique Molina e Abraham Troen (2025)

### Televisione
- Wide Angle - programma TV, episodio 2x08 (2003)
- The Flapping Track, regia di Daniel Gordon - film TV (2008)
- Black Power Salute, regia di Geoff Small - film TV (2008)
- Sprint, regia di Robert Ryan - film TV (2008)
- The New Kings of Nigeria, regia di Elizabeth Stopford - film TV (2010)
- POV - serie TV, episodio 24x10 (2011)
- Victoria Pendleton: Cycling's Golden Girl, regia di Daniel Gordon - film TV (2012)
- 30 for 30 - programma TV, 6 episodi (2014-2020)
- Independent Lens - serie TV, 2 episodi (2015-2016)
- Five Came Back - serie TV, 3 episodi (2017)
- Hunting ISIS - programma TV, 6 episodi (2018)
- Finding the Way Home, regia di Jon Alpert e Matthew O'Neill - film TV (2019)
- The Trials of Oscar Pistorius - programma TV, 4 episodi (2020)
- Football's Darkest Secret - miniserie TV, 3 episodi (2021)
- American Masters - serie TV, episodio 35x05 (2021)
- FIFA: tutte le rivelazioni (FIFA Uncovered) - miniserie TV, 4 episodi (2022)
- Boom! Boom! The World vs. Boris Becker - serie TV, 2 episodi (2023)
- Beckham - serie TV, episodio 1x01 (2023)
- 99 - miniserie TV, 3 episodi (2024)
- Never Get Busted!, regia di Stephen McCallun e David Anthony Ngo - film TV (2025)

### Cortometraggi
- After the Rain, regia di Gaëlle Denis (2006)
- Ronald, regia di John Dower (2014)
- We Are Penn State, regia di Ezekiel Morgan (2014)
- Romka, regia di Evgeny Afineevsky (2015)
- The Third Man, regia di Matthew Heineman (2016)

## Riconoscimenti
- Premio Oscar
  - 2024 - Candidatura al miglior documentario per Bobi Wine: The People's President
- Premio Emmy
  - 2010 - Candidatura al merito eccezionale per la regia di un programma non di finzione per Sergio
  - 2013 - Miglior documentario o speciale non di finzione per Manhunt: The Inside Story of the Hunt for Bin Laden
  - 2014 - Candidatura al merito eccezionale per la regia di un documentario per 30 for 30: Soccer Stories
  - 2016 - Candidatura al miglior documentario o speciale non di finzione per Listen to Me Marlon
  - 2024 - Miglior documentario o serie non di finzione per Beckham